# Vanesa Pires
Vanesa Ivana Pires (Buenos Aires, 5 febbraio 1980) è un'ex cestista argentina.

## Carriera
Con l'Argentina ha disputato i Campionati mondiali del 2002 e due edizioni dei Campionati americani (2001, 2003).